# Chilosphex argyrius
Chilosphex argyrius är en biart som först beskrevs av Gaspard Auguste Brullé 1833.  Chilosphex argyrius ingår i släktet Chilosphex och familjen grävsteklar. Inga underarter finns listade i Catalogue of Life.